# ザ・スクエア 思いやりの聖域
『ザ・スクエア 思いやりの聖域』（ザ・スクエア おもいやりのせいいき、原題（英語）：The Square）は、2017年のスウェーデンの風刺ドラマ映画。監督・脚本はリューベン・オストルンド、出演はクレス・バングとエリザベス・モスなど。現代美術館のキュレーターとして周囲から尊敬されている男の身に降り掛かる不条理な悲喜劇を描いている。
第70回カンヌ国際映画祭のコンペティション部門で上映され、最高賞であるパルム・ドールを獲得した。

## ストーリー
クリスティアンは、ストックホルムの名高い美術館でチーフ・キュレーターを勤め、離婚して引き取った2人の幼い娘と市内の高級アパートで暮らしていた。取材や講演会をこなすクリスティアンは、美術館の古い石畳に四角形のスペースを設けて“ザ・スクエア”と名付け、信頼と思いやりの聖域であり、誰もが平等の権利と義務を持つことのシンボルとした。
ある朝、徒歩で出勤中のクリスティアンはスマホや財布をスリ盗られた。GPS機能で助手に調べさせると、低所得者が50世帯も住む物騒なアパートにスマホがあることが分かった。どの部屋かまでは特定できず、お調子者の助手に乗せられたクリスティアンは、50世帯全てのドアの郵便受けに、盗品を返せという脅迫文を投函した。住所を知られた恐怖からかスマホや財布は無事に返却され、安堵して仕事やアヴァンチュールに励むクリスティアン。
クリスティアンの前に現れる貧しい少年。彼は、クリスティアンが脅迫文を投函した別の部屋に住んでおり、親に泥棒だと疑われてお仕置きを受けたのだという。ギャングのような態度で謝罪を要求し、自宅の電話番号を書いた紙を押し付けて、両親に事情を説明しろとまくし立てる少年。粗暴な態度の少年をクリスティアンは無視してしまった。
美術館主催のセレブ・パーティーが大失敗に終った夜、自宅にまで押しかけて来る少年。近所の目を気にして少年を追い返してから、良心の呵責に苦しむクリスティアン。少年は完全に被害者なのに、彼は偏見を持って冷たくあしらったのだ。ゴミ置き場を漁って少年の家の電話番号が書かれた紙を探し出すクリスティアン。だが電話は繋がらなかった。
美術館で企画展を開く予定の若い芸術家は社会の格差をテーマにしており、反響を狙ってザ・スクエアの中で幼い少女のホームレスが爆死する動画を発表した。残酷すぎるとの批判が美術館に殺到し、動画の事を知らなかったにも関わらず、理事会は責任者のクリスティアンを辞職させた。
長女の競技会を楽しんだ日、脅迫文を投函したアパートに向かうクリスティアン。貧しく危険だと恐れていた住人の男は穏やかにクリスティアンの説明に耳を傾けたが、あの少年は引っ越して居所は分らないと彼に告げた。

## キャスト
※括弧内は日本語吹替
- クリスティアン: クレス・バング（井上和彦） - 現代美術館の著名なキュレーター。バツイチ、2女あり。
- アン: エリザベス・モス（浅井晴美） - クリスティアンにインタビューした女性記者。
- ジュリアン: ドミニク・ウェスト（西垣俊作） - 著名な芸術家。
- オレグ: テリー・ノタリー（英語版） - 猿パフォーマー。

## 製作

### 企画
ストーリーは監督のリューベン・オストルンドとプロデューサーのカッレ・ボーマンが2014年にヴェルナモのバンダルロム美術館を訪れた際に考案された。彼らは「『ザ・スクエア』とは信頼と思いやりの聖域。その中には我々は皆平等な権利と義務を共有している」と表明した。脚本執筆中、オストルンドは数多くのアートギャラリーを訪れた。
ある場面ではトゥレット障害持ちの男性が記者に叫ぶ。オストルンドはスウェーデンの劇場で起こった実際の事件に触発され、無感覚を恐ることなく描いたと述べており、彼は全ての人々が作品で風刺されていると語った。映画の冒頭はヨーテボリでオストルンドが遭遇した実際の事件に触発されている。そこでオストルンドは男に殺されると言って逃げる女と会い、そして別の男が到着して叫ぶ。それはオストルンドの携帯電話を盗むための権謀であったのだ。
製作費は約550万ドルである。スウェーデン映画協会から1100万SEK、デンマーク映画協会から100万DKKの財政支援を受けた。

### キャスティング
デンマーク人俳優のクレス・バングは同じくデンマーク出身のキャスティングディレクターであるタンジャ・グランウォルドからプロジェクトを耳にし、多くの即興を含む3つのオーディションに参加した。北欧諸国のオーディションでキャストの大部分を組み立てた後、英語の映画を製作することを望んでいたウィリアム・モリス・エンデヴァー・エンターテイメントに気を利かせたオストルンドはロンドンの英国映画テレビ芸術アカデミーに連絡した。これによりエリザベス・モスとドミニク・ウェストがキャストに加わった。モスは自身の役割を確保するために2時間の即興演技を行った。オストルンドはモスとウェストがスウェーデン語の演出に適応するのは難しいと述べたが、最終的に調整した。
米国人俳優のテリー・ノタリーは『猿の惑星』シリーズでの猿の演技に基づいてキャスティングされた。オストルンドは「猿を模倣する俳優」をGoogleで検索し、ノタリーの演技にたどり着いた。ノタリーの場面のため、300人のエキストラが雇われた 。

### 撮影

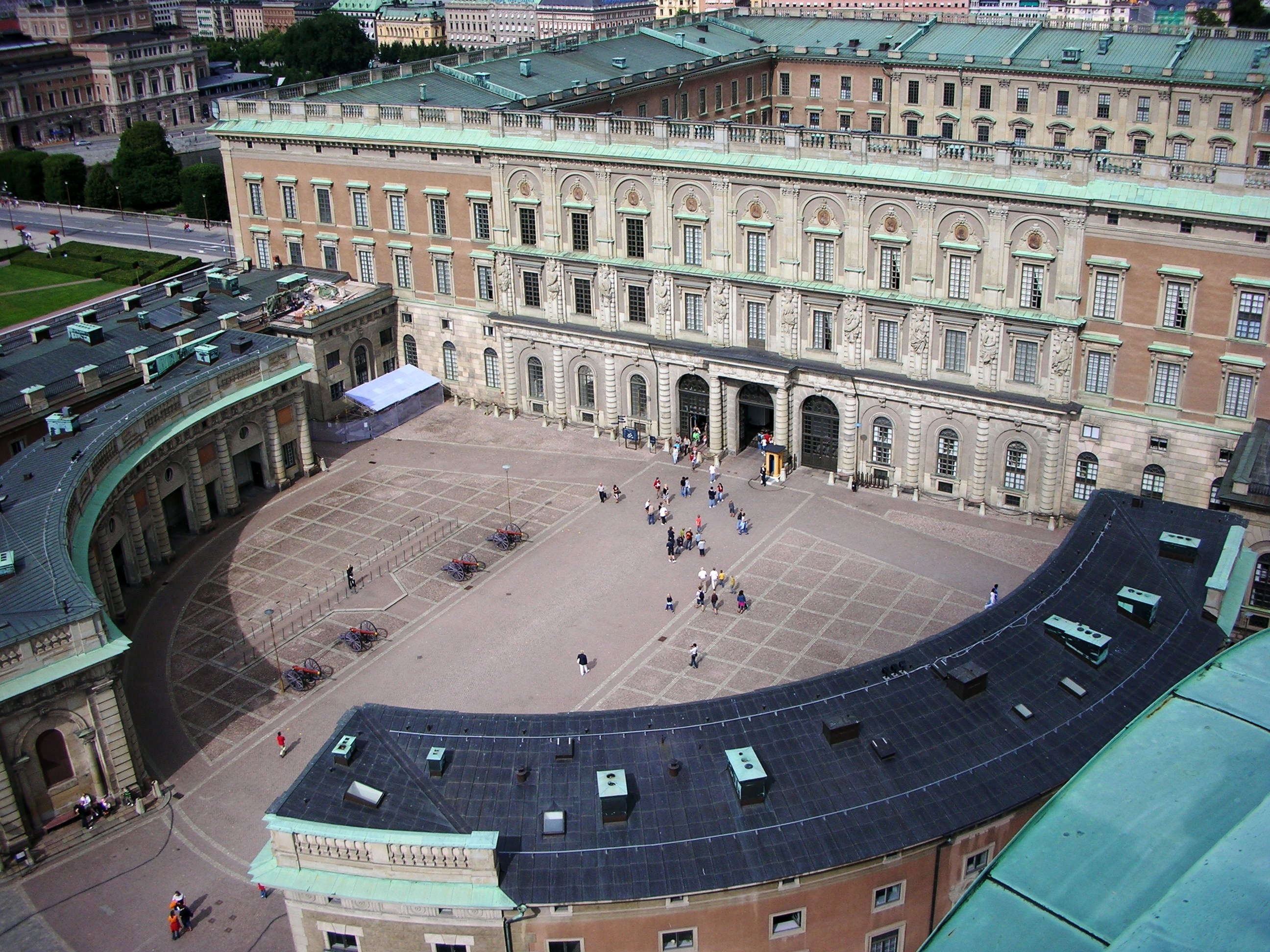
映画のギャラリーはスウェーデンのストックホルム宮殿に基づいている。

撮影は2016年6月から10月にかけてヨーテボリ、ストックホルム、ベルリンで行われた。映画のギャラリーはスウェーデンのストックホルム宮殿に基づいている。登場する芸術品の多くは映画用に作られたものであり、ロバート・スミッソンの影響を受けたインスタレーション、本物のゲイリー・ウィノグランドの写真、オストルンドとカッレ・ボーマンによる作品が含まれる。

## 公開
2017年7月末、第70回カンヌ国際映画祭での上映が追加で発表された。これが国際的な初上映となった。その後6月にシドニー映画祭、7月にニュージーランド国際映画祭で上映された。さらに9月には第42回トロント国際映画祭で上映された。アメリカ合衆国では9月にテキサス州オースティンで開催されたファンタスティック・フェストで初上映された。 
スウェーデンでは2017年8月25日にトライアート・フィルム配給で一般公開された。カンヌでの上映前にイギリス、フランス、ドイツなどのヨーロッパ諸国へ配給権が売却されていた。アメリカ合衆国での配給編は以前にオストルンドの『フレンチアルプスで起きたこと』（2014年）を配給したマグノリア・ピクチャーズが獲得した。予告編は7月に公開された。イギリスでは8月25日封切りが予定されていたが、オストルンドが再編集をするために延期された 。
一般公開に向けてオストルンドはカンヌでの上映版の最後の4分の1から2分43秒を削った。

## 受賞とノミネート
| 賞                                   | 授賞式         | 部門                         | 候補                     | 結果       | 参照   |
| ------------------------------------ | -------------- | ---------------------------- | ------------------------ | ---------- | ------ |
| ボストン映画批評家協会               | 2017年12月10日 | 外国語映画賞                 | リューベン・オストルンド | 受賞       | [ 31 ] |
| 英国インディペンデント映画賞         | 2017年12月10日 | 外国インディペンデント映画賞 | リューベン・オストルンド | ノミネート | [ 32 ] |
| カンヌ国際映画祭                     | 2017年5月28日  | パルム・ドール               | リューベン・オストルンド | 受賞       | [ 33 ] |
| カンヌ国際映画祭                     | 2017年5月28日  | バルカン賞                   | Josefin Åsberg           | 受賞       | [ 34 ] |
| シカゴ映画批評家協会                 | 2017年12月12日 | 外国語映画                   | リューベン・オストルンド | 受賞       | [ 35 ] |
| クリティクス・チョイス・アワード     | 2018年1月11日  | 外国語映画賞                 | リューベン・オストルンド | ノミネート | [ 36 ] |
| ダラス・フォートワース映画批評家協会 | 2017年12月13日 | 外国語映画賞                 | リューベン・オストルンド | 受賞       | [ 37 ] |
| ヨーロッパ映画賞                     | 2017年12月9日  | 作品賞                       | リューベン・オストルンド | 受賞       | [ 38 ] |
| ヨーロッパ映画賞                     | 2017年12月9日  | コメディ賞                   | リューベン・オストルンド | 受賞       | [ 38 ] |
| ヨーロッパ映画賞                     | 2017年12月9日  | 監督賞                       | リューベン・オストルンド | 受賞       | [ 38 ] |
| ヨーロッパ映画賞                     | 2017年12月9日  | 脚本賞                       | リューベン・オストルンド | 受賞       | [ 38 ] |
| ヨーロッパ映画賞                     | 2017年12月9日  | 男優賞                       | クレス・バング           | 受賞       | [ 38 ] |
| ヨーロッパ映画賞                     | 2017年12月9日  | プロダクションデザイナー賞   | Josefin Åsberg           | 受賞       | [ 39 ] |
| ファンタスティック・フェスト         | 2017年9月      | コメディ作品賞               | リューベン・オストルンド | 受賞       | [ 40 ] |
| ゴールデングローブ賞                 | 2018年1月7日   | 外国語映画賞                 | リューベン・オストルンド | ノミネート | [ 41 ] |
| ナショナル・ボード・オブ・レビュー   | 2017年11月28日 | 外国語映画トップ5            | リューベン・オストルンド | 受賞       | [ 42 ] |
| オンライン映画批評家協会             | 2017年12月28日 | 外国語映画賞                 | リューベン・オストルンド | 受賞       | [ 43 ] |
| サンディエゴ映画批評家協会           | 2017年12月11日 | 外国語映画賞                 | リューベン・オストルンド | ノミネート | [ 44 ] |
| サテライト賞                         | 2018年2月10日  | 外国語映画賞                 | リューベン・オストルンド | ノミネート | [ 45 ] |
| トロント映画批評家協会               | 2017年12月10日 | 外国語映画賞                 | リューベン・オストルンド | 受賞       | [ 46 ] |
| バンクーバー映画批評家協会           | 2017年12月18日 | 外国語映画賞                 | リューベン・オストルンド | ノミネート | [ 47 ] |
| ワシントンD.C.映画批評家協会         | 2017年12月8日  | 外国語映画賞                 | リューベン・オストルンド | ノミネート | [ 48 ] |
| 女性イメージ・ネットワーク賞         | 2018年2月6日   | 外国語映画賞                 | リューベン・オストルンド | ノミネート | [ 49 ] |
| アカデミー賞                         | 2018年3月4日   | 外国語映画賞                 | リューベン・オストルンド | ノミネート |        |